# Сан-Антоніо-Гайтс (Каліфорнія)
Сан-Антоніо-Гайтс (англ. San Antonio Heights) — переписна місцевість (CDP) в США, в окрузі Сан-Бернардіно штату Каліфорнія. Населення — 3441 особа (2020).

## Географія
Сан-Антоніо-Гайтс розташований за координатами 34°9′23″ пн. ш. 117°39′31″ зх. д. / 34.15639° пн. ш. 117.65861° зх. д. (34.156403, -117.658687).  За даними Бюро перепису населення США в 2010 році переписна місцевість мала площу 6,78 км², з яких 6,36 км² — суходіл та 0,42 км² — водойми.

## Демографія
Згідно з переписом 2010 року, у переписній місцевості мешкала 3371 особа в 1198 домогосподарствах у складі 955 родин. Густота населення становила 497 осіб/км².  Було 1239 помешкань (183/км²).
Расовий склад населення:
| - 82,0 % — білих - 8,4 % — азіатів - 2,0 % — чорних або афроамериканців - 0,7 % — корінних американців - 0,4 % — вихідців з тихоокеанських островів - 3,4 % — осіб інших рас |

До двох чи більше рас належало 3,0 %. Частка іспаномовних становила 18,2 % від усіх жителів.
За віковим діапазоном населення розподілялося таким чином: 20,8 % — особи молодші 18 років, 62,3 % — особи у віці 18—64 років, 16,9 % — особи у віці 65 років та старші. Медіана віку мешканця становила 46,3 року. На 100 осіб жіночої статі у переписній місцевості припадало 101,1 чоловіків;  на 100 жінок у віці від 18 років та старших — 102,2 чоловіків також старших 18 років.
Середній дохід на одне домашнє господарство  становив 136 065 доларів США (медіана — 94 295), а середній дохід на одну сім'ю — 158 339 доларів (медіана — 102 315). За межею бідності перебувало 3,8 % осіб, у тому числі 0,0 % дітей у віці до 18 років та 12,0 % осіб у віці 65 років та старших.
Цивільне працевлаштоване населення становило 1515 осіб. Основні галузі зайнятості: освіта, охорона здоров'я та соціальна допомога — 29,8 %, науковці, спеціалісти, менеджери — 12,9 %, роздрібна торгівля — 12,7 %.